# Trygve Andersen
Trygve Andersen (Askøy, 10 luglio 1934) è un ex calciatore norvegese, di ruolo centrocampista.

## Carriera

### Club
Andersen giocò con la maglia dello Årstad, prima di passare al Brann. La sua carriera con questa maglia vide alti e bassi, ma riuscì a vincere due campionati e diventò capitano del club.
Considerato uno dei migliori centrocampisti norvegese per alcune stagioni, la sua carriera s'interruppe nel 1966 a causa di un infortunio al ginocchio.

### Nazionale
Totalizzò 27 apparizioni per la Norvegia. Esordì l'8 luglio 1957, nel successo per 0-3 sull'Islanda. Segnò l'unica rete l'11 giugno 1962, nella sconfitta per 6-1 contro la Danimarca.

## Palmarès

### Club

#### Competizioni nazionali
- Campionato norvegese: 2

Brann: 1961-1962, 1963